# Räddningsstation Höganäs
Räddningsstation Höganäs är en av Sjöräddningssällskapets räddningsstationer.
Räddningsstation Höganäs ligger i fritidsbåtshamnen i Höganäs. Den inrättades 1978 i Mölle och har 13 frivilliga. Sommaren 2012 flyttades stationen till Höganäs.

## Räddningsfarkoster
- 12-17 Rescue Lars Lindfelt, ett 11,8 meter långt räddningsfartyg av Victoriaklass, byggd 2003
- Rescue Kullen, en 6,85 meter lång Polarcirkel rbb-båt, byggd av Blueorbis 2020
- 3-19 Rescuerunner LEC, byggd 2006
- Miljörädddningssläp Höganäs, tillverkat av Marine Alutech

## Tidigare räddningsfarkoster
- 5-10 Rescue Mölle, en ribbåt